# Jan I van Chalon-Auxerre

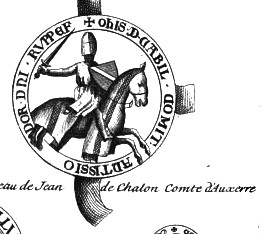
Zegel van Jan I van Chalon-Auxerre.

Jan I van Chalon-Auxerre (1243-1309) was een zoon van graaf Jan I van Chalon en diens derde vrouw, Isabella van Courtenay - zijn broer was bisschop Hugo III van Chalon.
Hij was aanvankelijk heer van Rochefort en Châtel-Belin.
Jan trouwde op 1 november 1268 met Alix van Bourgondië-Auxerre en ze heersten samen als graaf en gravin van Auxerre. Jan was de vader van Willem van Chalon-Auxerre.

## Referentie
- Dit artikel of een eerdere versie ervan is een (gedeeltelijke) vertaling van het artikel John_I,_Count_of_Auxerre op de Engelstalige Wikipedia, dat onder de licentie Creative Commons Naamsvermelding/Gelijk delen valt. Zie de bewerkingsgeschiedenis aldaar.